# Rue Urbain-IV
La rue Urbain-IV est une voie située à Troyes, dans le département français de l'Aube

## Situation et accès
Cette voie va de la place de la Libération à la place Audiffred dans le « Bouchon de Champagne », cœur historique de la ville de Troyes.

## Origine du nom
Cette rue honore le pape Urbain IV. Né fils de savetier à Troyes, Jacques Pantaléon fut archidiacre à Fosses-la ville, évêque de Verdun, patriarche de Jérusalem avant d'être élu pape en 1261, gouvernant l'Eglise sous le nom d'Urbain IV.

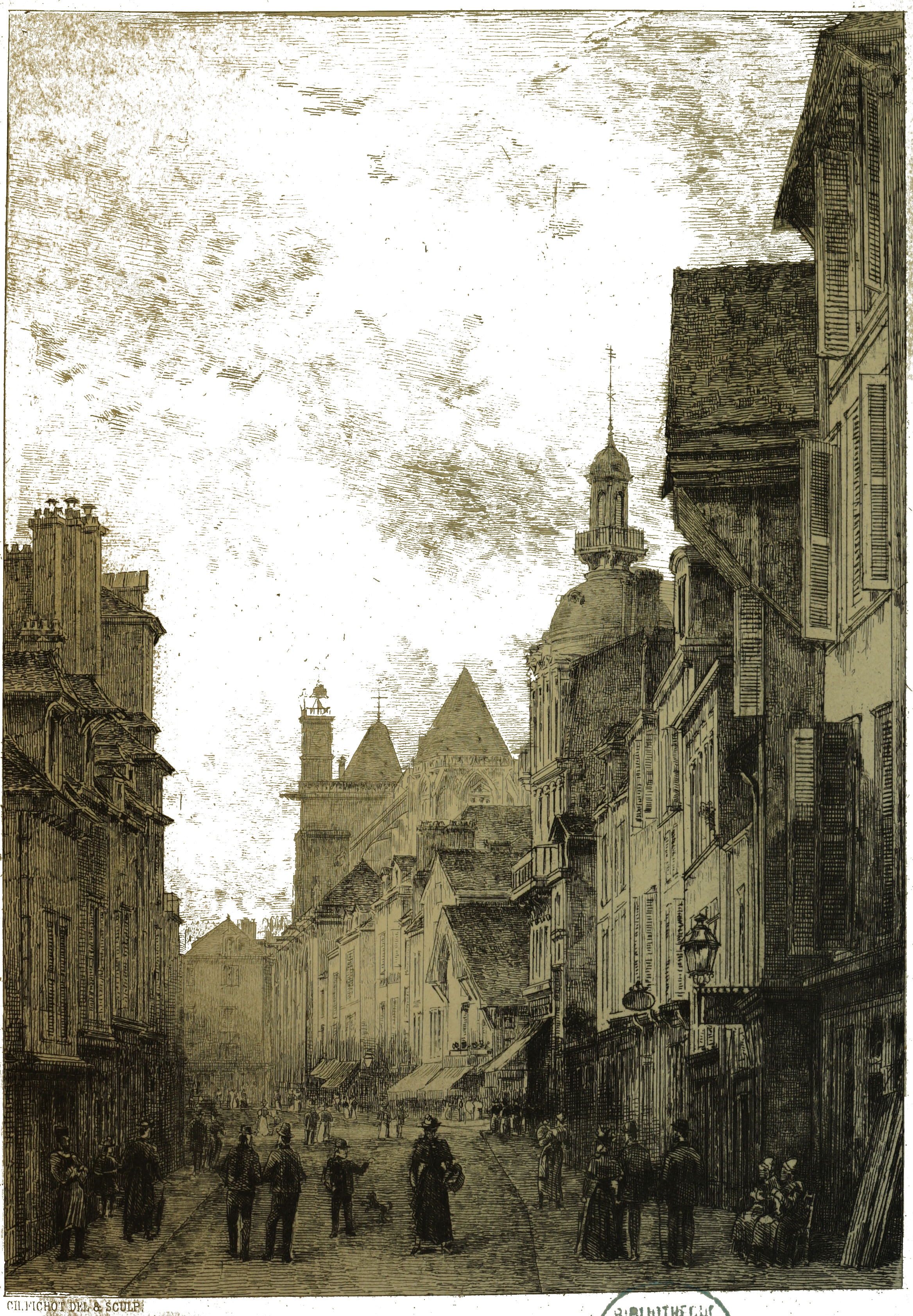
En 1894 sur un dessin de Charles Fichot.

## Historique

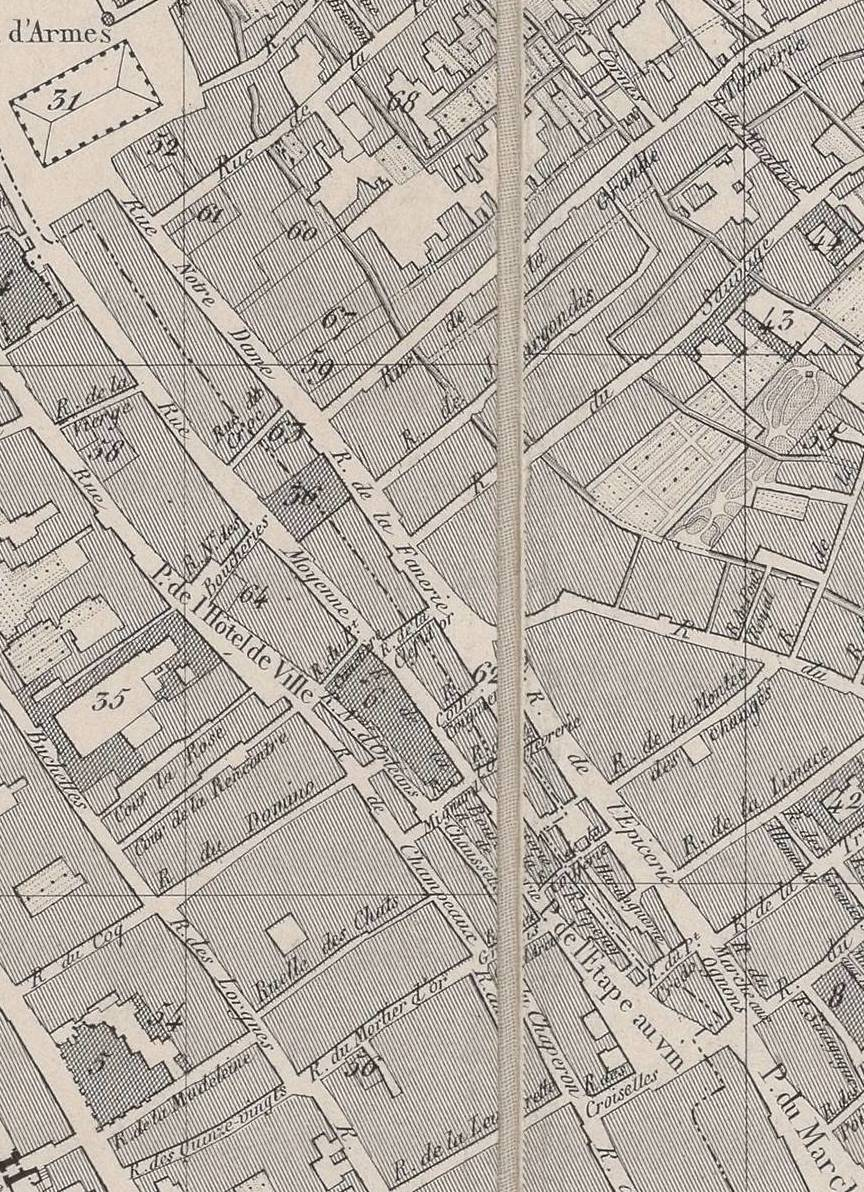
Rue Moyenne en 1839.

La Rue Moyenne, ancienne rue Urbain IV.

## Bâtiments remarquables et lieux de mémoire
- Basilique Saint-Urbain de Troyes ,
- Église Saint-Jean-du-Marché de Troyes, pour sa façade sud.

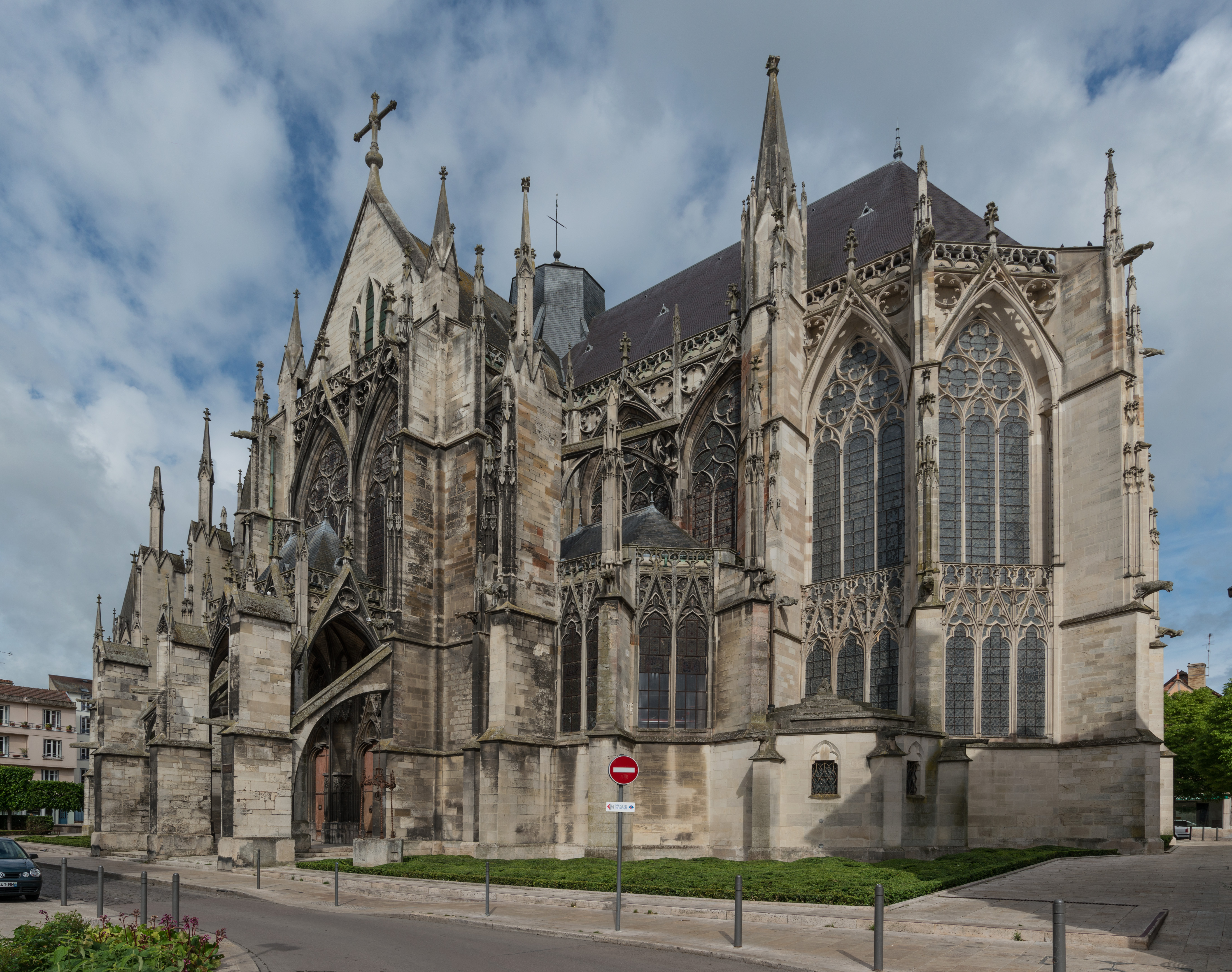
la face de la basilique sur la rue,
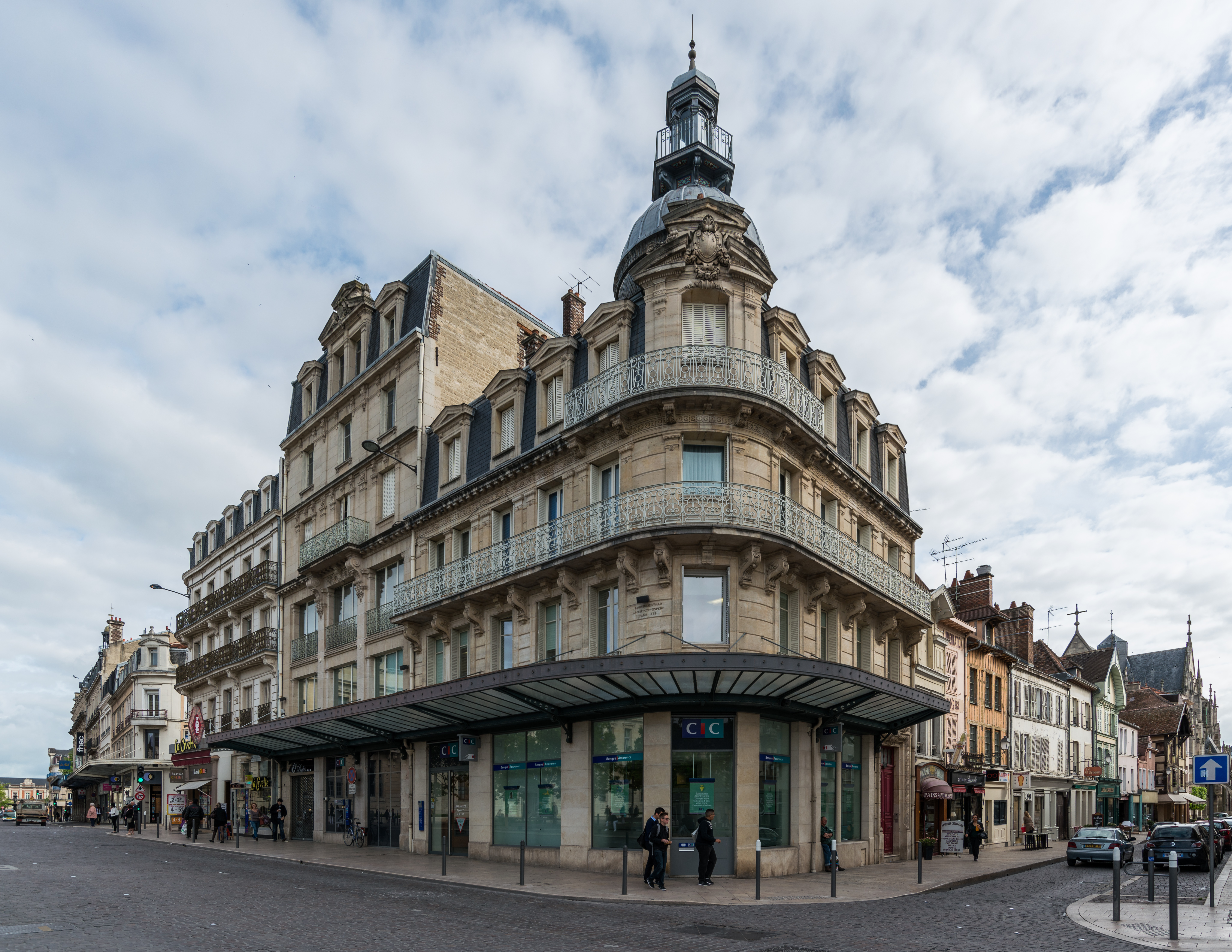
avec la place Foch.